# マカオ特別行政区旅券
中華人民共和国澳門特別行政区旅券（ちゅうかじんみんきょうわこくマカオとくべつぎょうせいくりょけん、繁: 中華人民共和國澳門特別行政區護照）は、マカオ特別行政区政府が中華人民共和国国籍を持ち同区の永久居留権を有する住民に対して発行するパスポートである。

## 歷史
1999年12月20日、マカオが中華人民共和国へ返還され、マカオ特別行政区が設立されたことに伴い、マカオ特別行政区政府は同日より初代のマカオ特別行政区旅券の発行を開始した。これにより、従来のポルトガル旅券の新規発行は終了したが、返還前に発給されたポルトガル旅券は有効期限まで引き続き使用可能とされた。
2009年9月1日、国際民間航空機関（ICAO）の基準に準拠した初代の生体認証（ICチップ）付き旅券が導入され、旅券の偽造防止機能や国際的な入国審査の効率化が図られた。
2019年には、第2世代の生体認証対応旅券が導入され、ICチップの暗号化技術や個人情報の保護機能が強化されたほか、デザインも一新された。

## 発行要件[8][1]

### 申請資格

中華人民共和國澳門特別行政區護照持有人簽證要求（2025年7月時点）

マカオ特別行政区旅券は、以下の条件をすべて満たす者が申請できる。
- 中華人民共和国国籍を有すること
- マカオ特別行政区の永久居民身分を有すること
- マカオ特別行政区政府が発行する有効な永久居民身分証を所持していること

### 申請方法
申請はマカオ特別行政区政府の身份證明局（DSI）で受け付けており、以下の方法がある。
- 窓口申請 – DSI本局または離島にあるサービスセンターにて申請書と必要書類を提出
- オンライン申請 – マカオ特別行政区政府の「一戶通」プラットフォームを通じて申請
- 郵送申請 – 海外在住者の場合、郵送または中国駐外公館を経由して申請可能

必要書類には、有効な永久居民身分証、写真1枚、旧旅券（更新の場合）、および所定の申請料の支払い証明が含まれる。

### 有効期間
旅券の有効期間は、発給時の年齢によって異なる。
- 16歳以上 – 10年間有効
- 16歳未満 – 5年間有効

有効期間満了後、更新申請が必要となる。

## 護照樣式
2019年に発行が開始されたマカオ特別行政区旅券は、外観・内装ともに高度な防偽技術と文化的意匠を取り入れている。

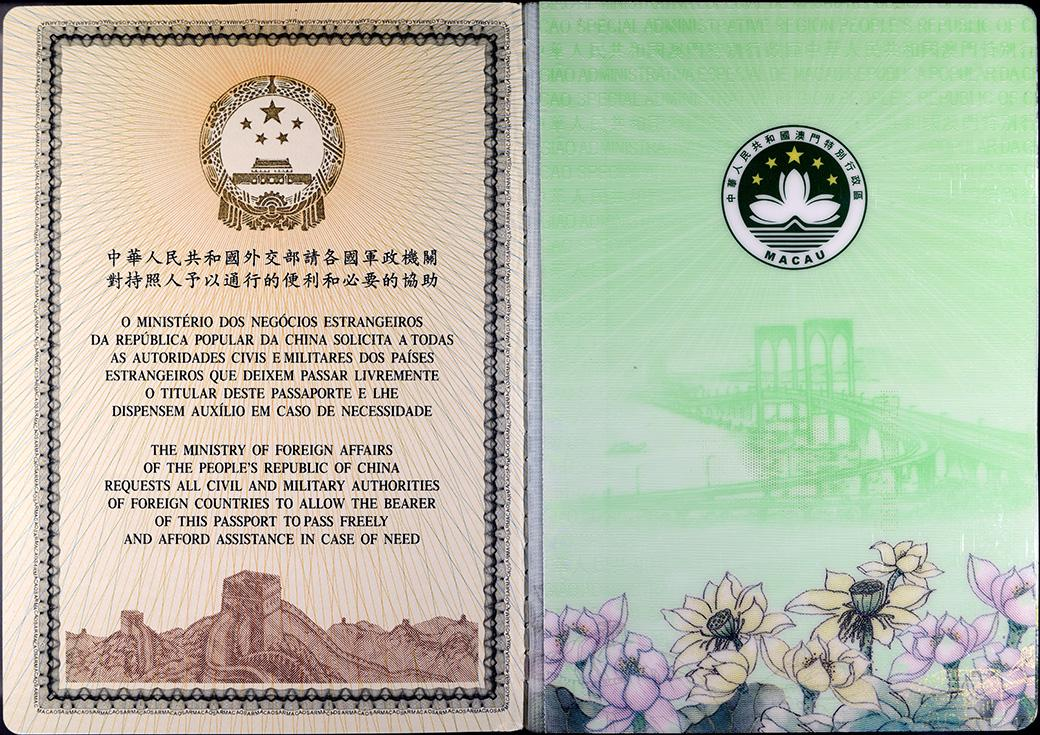
請求頁および個人資料ページ背面。レーザー穴あけ技術と凹凸印刷が特徴。
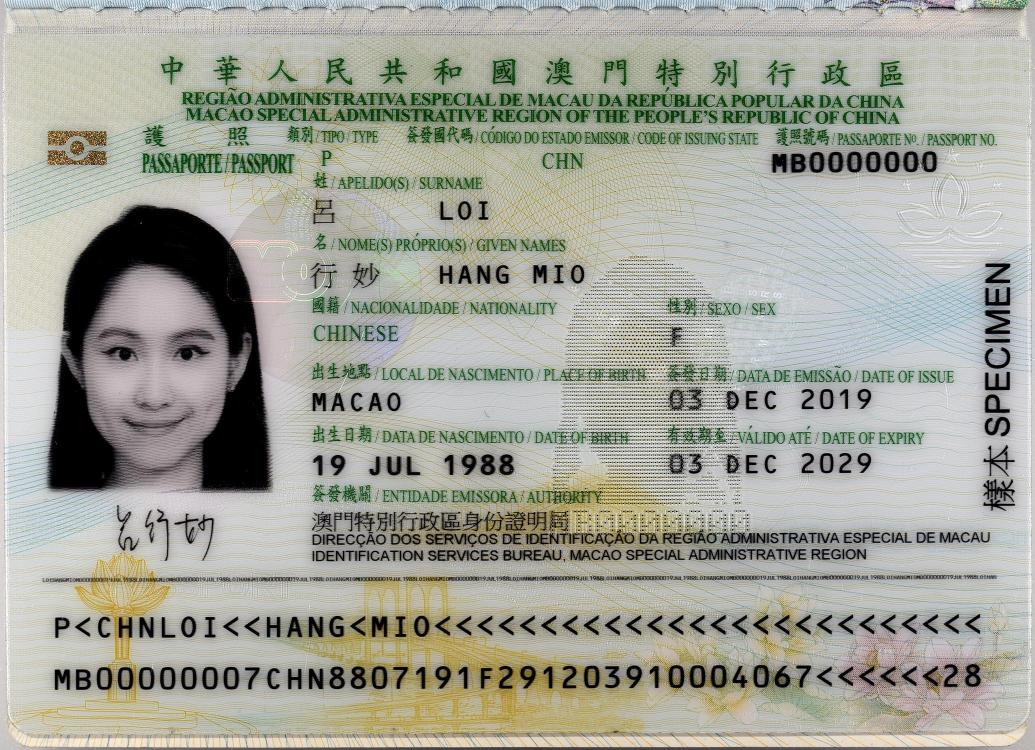
個人資料ページ（バイオデータページ）：レーザー加工、埋め込みチップ、ホログラム、UV印刷を装備。
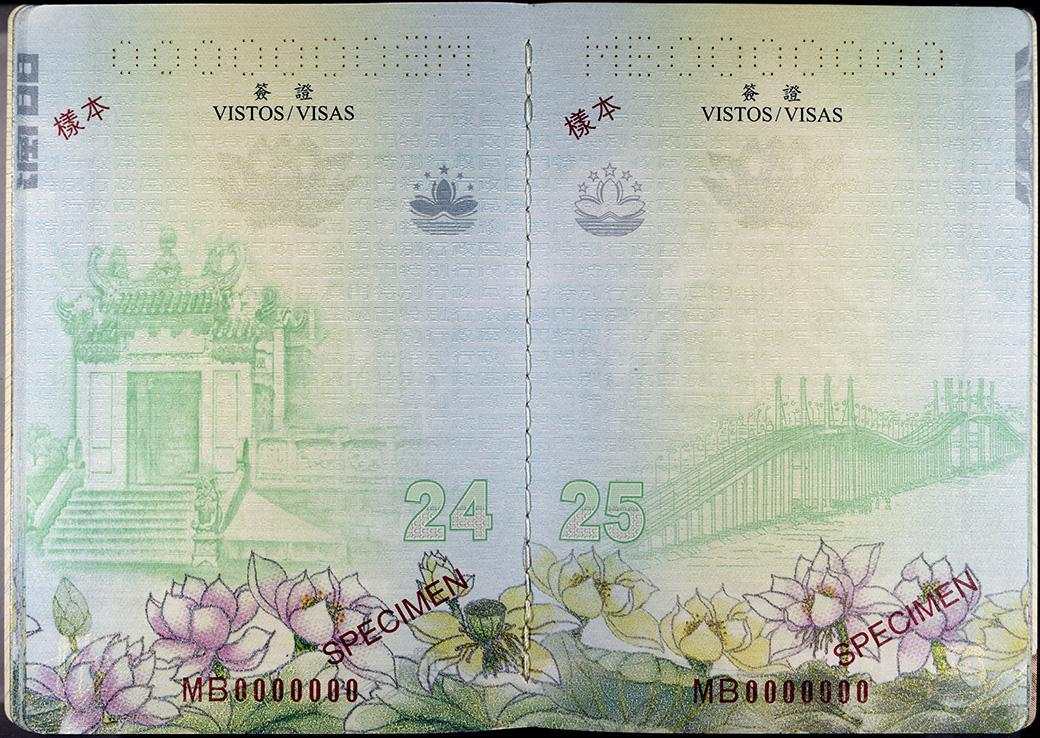
ビザページの意匠：媽閣廟、大三巴、橋梁など澳門の文化的景観をデザインに採用。

各ページには中国語（繁体字）、ポルトガル語、英語の三言語で表記されており、国際民間航空機関（ICAO）の規格に準拠している。旅券内の図柄には、媽閣廟、聖ポール天主堂跡、大三巴牌坊、三條橋梁、蓮の花を含む澳門を象徴する景観が採用され、夜間にはUV印刷による特殊効果が現れるなど、昼夜で異なる視覚演出が加えられている。

## ビザの要件[9]
| 色 | 説明                                             |
| -- | ------------------------------------------------ |
|    | マカオ特別行政区                                 |
|    | 中国本土への渡航（港澳居民来往内地通行証が必要） |
|    | ビザ免除                                         |
|    | 到着ビザ（Visa on Arrival）                      |
|    | 電子ビザ（eVisa）                                |
|    | 到着ビザまたはオンラインビザの選択が可能         |
|    | ビザが必要                                       |

マカオ特別行政区旅券は、ビザなしまたは到着ビザで入国できる国と地域が多く、ヘンリー・パスポート・インデックスにおいては中華人民共和国が発行する旅券の中で2番目に高い評価を受けている（最も高いのは香港特別行政区旅券）。。
2025年7月現在、マカオ特別行政区旅券の保持者は、次のような渡航待遇を享受している。
- 香港や中国本土への入境は、旅券ではなく「港澳居民来往内地通行証」（回郷証）が必要。
- 欧州連合（EU）加盟国を含むシェンゲン協定加盟国へは、最長90日間のビザなし滞在が可能。
- イギリス、オーストラリアなどの英語圏諸国にも短期滞在のビザ免除または電子ビザ制度が適用される。
- 一部の国・地域では到着ビザ（Visa on Arrival）または電子渡航認証（ETA）での入国が認められている。

このような渡航待遇は、マカオ特別行政区政府の国際的な協定締結や、中国本土とは異なる独自の出入境管理制度によるものである。